# Норчія
Норчія (італ. Norcia) — муніципалітет в Італії, у регіоні Умбрія,  провінція Перуджа.

## Географія
Норчія розташована на відстані близько 115 км на північний схід від Рима, 70 км на південний схід від Перуджі.
Населення — 4937 осіб (2014).

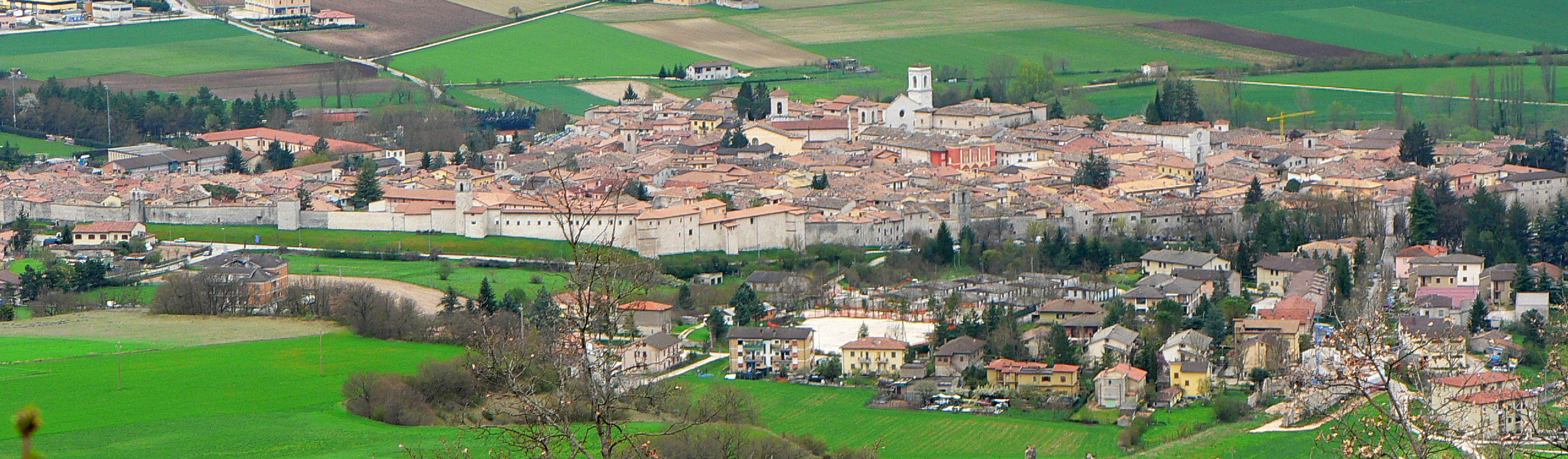

Щорічний фестиваль відбувається 21 березня, 11 липня. Покровитель — San Benedetto.

## Демографія
Населення за роками:

Станом на 1 січня 2023 року в муніципалітеті офіційно проживало 411 іноземців з 39 країн, серед них 105 громадян країн Євросоюзу та 19 громадян України.

## Сусідні муніципалітети
- Аккумолі
- Аркуата-дель-Тронто
- Кашія
- Кастельсантанджело-суль-Нера
- Черрето-ді-Сполето
- Читтареале
- Монтемонако
- Пречі